# エアキャップ
エアキャップ（AerCap）はアイルランドに拠点を置く航空機リース企業。ニューヨーク証券取引所に上場しており、約1300機の航空機を90カ国、200社に対し貸し出している。
2013年12月16日にAIGの保有するインターナショナル・リース・ファイナンス・コーポレーションを買収することで合意。2014年5月14日に現金US$30億とエアキャップの新規発行普通株式97,560,976株（買収総額約US$76億）で買収を完了したことを発表した。これによりエアキャップの株式46%をAIGが持つこととなった。

## 機材
2019年現在の保有機材は以下の通りである。
- A319：96機
- A320：185機
- A321：69機
- A320neo型機：270機
- A330-200：49機
- A330-300：33機
- A350型機：26機
- ボーイング737 ネクストジェネレーション：291機
- ボーイング737MAX：104機
- B777型機：50機
- B787-8：22機
- B787-9：95機
- E-Jet E2型機：50機

総計1340機